# Filocoro
Filocoro (Atene, 340 a.C. circa – Atene, 262/261 a.C.) è stato uno storico ateniese, attidografo, con funzioni di indovino, aruspice ed esegeta.

## Biografia
Filoconservatore, permeato da antichi ideali ateniesi, si schierò dalla parte della coalizione antimacedone quando Tolomeo II, alleatosi con Atene e Sparta, tentò di arrestare l'influsso macedone nell'Egeo. A seguito della sconfitta ateniese nella cosiddetta Guerra Cremonidea (267 a.C. - 263/262 a.C.), secondo una testimonianza della Suda, venne giustiziato per ordine di Antigono Gonata, re di Macedonia.

## Opere
Delle opere di Filocoro sono pervenuti 230 frammenti e diversi titoli.

### Opere minori
Di tipo monografico erano opere come Sulla tetrapoli, Fondazione di Salamina, una Storia di Delo in 2 libri, Sui misteri ateniesi, Sugli agoni ad Atene e le Olimpiadi in 2 libri.

Riguardavano la letteratura opere quali Sui tragici, i 5 libri Sui soggetti di Sofocle, Su Euripide, Lettera ad Asclepiade (sulla tragedia), Su Alcmane.

Opere di tipo antiquario erano i 4 libri Sulla profezia (Περὶ μαντικῆς, direttamente legati all'attività augurale ed esegetica di Filocoro), Sui sacrifici (Περὶ θυσιῶν), Sulle feste (Περὶ ἑορτῶν), Sui giorni (Περὶ ἡμερῶν), Sulle purificazioni, Epitome dell'opuscolo di Dionigi sui riti (Ἐπιτομὴ τῆς Διονυσίου πραγματείας περὶ ἱερᾶν), Iscrizioni attiche (Ἐπιγράμματα Ἀττικά), Sui governanti ad Atene (Περὶ τῶν Ἀθήνησι ἀρξάντων), Lettera ad Alipio e, infine, nel solco della retorica isocratea, il trattato Sulle invenzioni. A questo tipo di opere erudite si legavano forti interessi sul pitagorismo, testimoniati dai titoli Sui simboli, Rassegna di eroine e donne pitagoriche (Συναγωγὴ ἡρωΐδων, ἤτοι Πυθαγορείων γυναικῶν).

### Atthis
Capolavoro di Filocoro era l'Atthís (Ἀτθίς), in 17 libri, rimasta incompiuta per la morte dell'autore: in essa si narrava la storia dell'Attica dagli inizi mitici fino alla morte dell'autore (262/261 a.C.). Di quest'opera restano 72 frammenti, che consentono di ricostruirne contenuto e ossatura: nei primi due libri, Filocoro si occupava dei sovrani mitici, da Cecrope in poi, con una descrizione particolareggiata delle istituzioni della città per poi dedicarsi, nel III libro, alle riforme di Solone e Clistene. Il quarto libro riguardava l'età di Pericle
I Libri dal VII al XVII coprivano, con ampiezza di particolari, il periodo dal 338 al 262 circa, anche se degli ultimi sei libri non resta alcun frammento.